# Крушевски народоосвободителен партизански отряд „Питу Гули“
Крушевски народоосвободителен партизански отряд „Питу Гули“ е комунистическа партизанска единица във Вардарска Македония, участвала в така наречената Народоосвободителна войска на Македония.
Създаден е на 19 юли 1942 година на Груева нива в планината Осой от 30-40 души. Наречен е в чест на крушевския войвода на ВМОРО Питу Гули. Състои се от партизански групи от района на Крушево. Отрядът води сражения при село Прибилци на 6 август, при рудникът Цер Небойша на 7 срещу 8 август, при село Кочища на 24 септември. От 2 до 11 октомври води боеве при Растойца, Журче и Дивяци. Отрядът е предаден от интенданта Яни Туфа, който, недоволен от дадената му позиция в него съобщава за местоположението му на българската полиция. В резултат на това са арестувани около 60 души от Крушево и околията и осъдени. На 17 ноември 1942 година отрядът е разформирован поради засилените действия на българските военни части и полиция.

## Командване
Командването на отряда при създаването му е следното:
- Мише Ивановски – командир
- Наум Наумовски – помощник-политически комисар
- Ели Аргировска – заместник-политически комисар
- Димитър Берберовски
- Манчу Матак – секретар на партийната организация на отряда
- Яне Туфа – интендант на отряда.
- Илия Стойков – интендант на отряда след предателството
- Златко Биляновски